# Lasse Ekstrand
Lars Gösta (Lasse) Ekstrand, född 1949 i Gävle, är en svensk sociolog, arbetskritiker och författare. Han har forskat och undervisat vid flera högskolor och universitet, både inom och utom Sverige. Han har medverkat i Gefle Dagblad, SSR-tidningen, Hela Hälsingland och Universitetsläraren som krönikör. Samt medverkat på sajterna 8 dagar, lindelof.nu och Opulens.

## Biografi
Lasse Ekstrand föddes i Gävle och växte upp i Sandviken i en metallarbetarfamilj. 1968 flyttade han till Uppsala för studier vid Uppsala universitet, där han 1979 avlade doktorsexamen. Därefter har han verkat som forskare och lärare vid högskolor och universitet i Uppsala, Sundsvall, Gävle, Aalborg, Boston, Berlin, Potsdam, Trondheim, Turin, Ismailia, Egypten, Pieter Maritzburg i Sydafrika, Ramallah på Västbanken.[källa behövs] Ekstrand är även docent i företagsekonomi vid Uppsala universitet. Ekstrand har varit frilansande krönikör i Gefle Dagblad, SSR-tidningen, Hela Hälsingland samt Universitetsläraren. Han har författat flera revyer samt gästpredikat i Svenska kyrkan.
Ekstrand är kritisk till arbetslinjen och propagerar för medborgarlön. Efter en debatt vid Akademiska Föreningen i Lund 1999, där han var en av huvudaktörerna, bildades Folkrörelsen för medborgarlön. Tillsammans med journalisten Lennart Fernström har han på Facebook startat gruppen "Medborgarlön i stället för arbetslinjen", en grupp med över 8 500 medlemmar (2021). Tillsammans med dramaturgen Joakim Stenshäll arrangerade han Förrådet vid Folkteatern i Gävle. Ett återkommande inslag var Svensk Textprovning. Ekstrands texter har även använts av koreografen Cristina Caprioli vid Moderna Dansteatern i Stockholm.
Gert Nilson och Lasse Ekstrand var initiativtagare till nätverket VMEK, Varje människa en konstnär, inspirerade av Joseph Beuys.